# Chauliodus schmidti
Chauliodus schmidti är en fiskart som beskrevs av Ege, 1948. Chauliodus schmidti ingår i släktet Chauliodus och familjen Stomiidae. Inga underarter finns listade i Catalogue of Life.